# Sagastad
Sagastad Viking Senter eller blot Sagastad er et museum og videnscenter, der ligger i Nordfjordeid i Vestnorge. Det betragtes som et vartegn for byen, og er den mest besøgte attraktioner i området. Museet indeholder en rekonstruktion af Myklebustskibet, der er det største vikingeskib, der nogensinde er fundet.
Desuden rummer bygningen udstillinger om vikingetiden i Nordfjordeid, og det fokuserer primært på vikingetiden sidste halvdel af 800-tallet. Blandt udstillingerne fortælles om kong Audbjörn der skulle være begravet i højen hvor myklebustskibet blev fundet.
Museet blev åbnet i 2019 og havde over 120.000 gæster i 2023. Udstillingerne er udviklet i samarbejde med Bergen Universitet.
Bygningen bruges også som kulturcenter til koncerter og andre begivenheder.